# Nati il 15 novembre
| Questa pagina contiene informazioni ricavate automaticamente dalle voci biografiche con l'ausilio del template Bio e di un bot. L'aggiornamento è periodico e automatico e ricostruisce completamente la pagina. Se manca una persona in questa lista, sei pregato di non aggiungerla, ma accertati piuttosto che la sua voce biografica contenga il template Bio e che i dati anagrafici siano correttamente compilati. Se il template Bio manca, inseriscilo tu stesso o, in alternativa, metti l'avviso {{tmp\|Bio}} che ne segnala la mancanza. Se i dati riportati sono sbagliati, correggi direttamente la voce biografica; le modifiche saranno visibili in questa lista entro pochi giorni. Per chiarimenti vedi il progetto biografie. La lista contiene solo le 1.135 persone che sono citate nell'enciclopedia e per le quali è stato implementato correttamente il template Bio. Pagina aggiornata al 17 ago 2025. |

## V secolo(1)
- 459 - B'utz'aj Sak Chiik, sovrano maya († 501)

## XIV secolo(3)
- 1316 - Giovanni I di Francia, re francese († 1316)
- 1389 - Ibn 'Arabshah, storico e viaggiatore arabo († 1450)
- 1397 - Papa Niccolò V, papa, vescovo cattolico e cardinale italiano († 1455)

## XV secolo(2)
- 1414 - Munjong di Joseon, re coreano († 1452)
- 1498 - Eleonora d'Asburgo, regina († 1558)

## XVI secolo(9)
- 1544 - Dorotea Susanna di Wittelsbach-Simmern, nobile tedesca († 1592)
- 1559 - Alberto d'Austria, cardinale e arcivescovo cattolico austriaco († 1621)
- 1569 - Alvaro Alonso Barba, scienziato e presbitero spagnolo († 1661)
- 1570 - Francesco Curradi, pittore italiano († 1661)
- 1580 - Gabriele Bethlen, nobile e generale ungherese († 1629)
- 1581 - Giovanna di Cambry, religiosa francese († 1639)
- 1583 - Théophile Raynaud, teologo francese († 1663)
- 1594 - Jean Puget de la Serre, scrittore, drammaturgo e storico francese († 1665)
- 1599 - Werner Rolfinck, medico, scienziato e botanico tedesco († 1673)

## XVII secolo(21)
- 1601 - Cecco Bravo, pittore italiano († 1661)
- 1601 - Anton Matthäus II, giurista tedesco († 1654)
- 1607 - Ernesto Casimiro di Nassau-Weilburg, nobile tedesco († 1655)
- 1615 - Veríssimo de Lencastre, cardinale e arcivescovo cattolico portoghese († 1692)
- 1620 - Cornelis Bega, pittore e incisore olandese († 1664)
- 1621 - Henry Mordaunt, II conte di Peterborough, nobile e militare britannico († 1697)
- 1624 - Pietro Nati, medico e naturalista italiano († 1715)
- 1628 - Ippolito Malaspina, nobile italiano († 1671)
- 1635 - Margherita Violante di Savoia, principessa italiana († 1663)
- 1636 - Gregorio Messere, filosofo, poeta e filologo italiano († 1708)
- 1640 - Wilhelm von Schröder, economista e politico tedesco († 1688)
- 1648 - Juan María de Salvatierra, religioso e missionario italiano († 1717)
- 1655 - Francesco Antonio Giorgioli, pittore svizzero († 1725)
- 1655 - Charles-Gaspard-Guillaume de Vintimille du Luc, arcivescovo cattolico francese († 1746)
- 1661 - Enrico di Lorena, conte di Brionne, nobile francese († 1713)
- 1666 - Robert Le Lorrain, scultore francese († 1743)
- 1670 - Bernard de Mandeville, medico e filosofo olandese († 1733)
- 1674 - Girolamo Grimaldi, cardinale e arcivescovo cattolico italiano († 1733)
- 1692 - Eusebius Amort, teologo tedesco († 1775)
- 1694 - Ricardo Wall, militare, diplomatico e politico irlandese († 1777)
- 1697 - Johann Baring, imprenditore tedesco († 1748)

## XVIII secolo(43)
- 1701 - Pietro Longhi, pittore italiano († 1785)
- 1708 - William Pitt il Vecchio, politico britannico († 1778)
- 1715 - Girolamo Abos, compositore maltese († 1760)
- 1720 - Franz Albert Leopold von Oberndorff, nobile e politico tedesco († 1799)
- 1725 - Francesco Milizia, teorico dell'architettura, storico dell'arte e critico d'arte italiano († 1798)
- 1727 - Paolo Porporato di Sampeyre, nobile italiano († 1799)
- 1731 - Ludwig Carl von Hohenlohe-Waldenburg-Bartenstein, principe e mecenate tedesco († 1799)
- 1735 - Johann Christian Brandes, attore teatrale e commediografo tedesco († 1799)
- 1738 - William Herschel, astronomo, fisico e compositore tedesco († 1822)
- 1740 - Gabriel Louis de Caulaincourt, militare e politico francese († 1808)
- 1744 - Claude Simon, vescovo cattolico francese († 1825)
- 1745 - Salomone Leclerq, religioso francese († 1792)
- 1749 - Václav Leopold Chlumčanský, nobile e arcivescovo cattolico ceco († 1830)
- 1751 - Gottlieb Jakob Planck, storico tedesco († 1833)
- 1755 - Johann Heinrich Justus Köppen, filologo tedesco († 1791)
- 1757 - Jacques-René Hébert, giornalista e rivoluzionario francese († 1794)
- 1757 - Heinrich Christian Friedrich Schumacher, medico e botanico danese († 1830)
- 1758 - Carlo Bossi, poeta e politico italiano († 1823)
- 1759 - Marie-Jean Hérault de Séchelles, avvocato e politico francese († 1794)
- 1762 - William Marbury, giurista statunitense († 1835)
- 1767 - Platon Aleksandrovič Zubov, politico russo († 1827)
- 1770 - Louis Lafitte, pittore francese († 1828)
- 1771 - Jean Charles Abbatucci, generale francese († 1796)
- 1772 - Antonio Diedo, architetto italiano († 1847)
- 1773 - Joseph Léopold Sigisbert Hugo, generale e scrittore francese († 1828)
- 1775 - Alberto Nota, commediografo, bibliotecario e magistrato italiano († 1847)
- 1776 - Pehr Henrik Ling, fisioterapista svedese († 1839)
- 1777 - Wilhelm Ludwig von Eschwege, geologo, geografo e mineralogista tedesco († 1855)
- 1777 - Emanuele Pes di Villamarina, militare e politico italiano († 1852)
- 1784 - Girolamo Bonaparte, re francese († 1860)
- 1784 - Luigi Deleidi, pittore italiano († 1853)
- 1785 - Giuseppe Pecchio, politico e storico italiano († 1835)
- 1787 - Joseph Ennemoser, medico italiano († 1854)
- 1787 - Eliza Leslie, scrittrice statunitense († 1858)
- 1788 - Karl Schönhals, militare austriaco († 1857)
- 1792 - William Marks, religioso e predicatore statunitense († 1872)
- 1792 - Isaac Toucey, politico e statistico statunitense († 1869)
- 1793 - Michel Chasles, matematico francese († 1880)
- 1796 - Pietro Massini, tenore italiano
- 1798 - Abel Hugo, scrittore e critico letterario francese († 1855)
- 1799 - Jean-François Tielemans, politico belga († 1887)
- 1799 - Maria Anna Carolina di Sassonia, sovrana italiana († 1832)
- 1800 - Pavel Stepanovič Močalov, attore teatrale russo († 1848)

## XIX secolo(172)
- 1803 - John Hope, V conte di Hopetoun, nobile scozzese († 1843)
- 1805 - Giovanni Tarantini, presbitero e archeologo italiano († 1889)
- 1806 - Osip Afanas'evič Petrov, basso-baritono russo († 1878)
- 1807 - Peter Hardeman Burnett, politico statunitense († 1895)
- 1809 - Carlo Brunet, politico italiano († 1893)
- 1812 - Aimé-Victor-François Guilbert, cardinale e arcivescovo cattolico francese († 1889)
- 1813 - John L. O'Sullivan, giornalista, editore e ambasciatore statunitense († 1895)
- 1815 - Camillo Boldoni, patriota e ufficiale italiano († 1898)
- 1815 - Gaetano Caporale, storico italiano († 1899)
- 1815 - Daniel McGettigan, arcivescovo cattolico irlandese († 1887)
- 1815 - Coriolano Monti, ingegnere e politico italiano († 1880)
- 1816 - Joaquín de Agüero, rivoluzionario cubano († 1851)
- 1818 - Giuseppe Antonio Ottavi, agronomo e divulgatore scientifico francese († 1885)
- 1820 - Ladislaus von Karnicki zu Karnice, diplomatico e nobile boemo († 1883)
- 1820 - Eduard von Litzelhofen, generale austriaco († 1882)
- 1822 - Ferdinando di Savoia-Genova, nobile e militare italiano († 1855)
- 1823 - Bernardo Tolomei, politico italiano († 1910)
- 1825 - Sarah Jane Woodson Early, docente, scrittrice e oratrice statunitense († 1907)
- 1827 - Ferdinando Bracciforti, linguista e patriota italiano († 1907)
- 1827 - Joseph Contini, pittore italiano († 1892)
- 1828 - Lucien-Louis-Joseph-Napoléon Bonaparte, cardinale francese († 1895)
- 1829 - Luigi Gerra, prefetto e politico italiano († 1882)
- 1830 - Antonio Baur, compositore e direttore di banda italiano († 1874)
- 1830 - Alfred William Hunt, pittore e poeta inglese († 1896)
- 1831 - Ernst Hallier, botanico e micologo tedesco († 1904)
- 1831 - Alexander Morten, calciatore inglese († 1900)
- 1832 - Hermann Ottomar Herzog, pittore tedesco († 1932)
- 1832 - Guglielmo Jervis, geologo e ingegnere inglese († 1906)
- 1833 - Giovanni Battista Paolucci, arcivescovo cattolico italiano († 1892)
- 1834 - Giacomo Acqua, militare italiano († 1874)
- 1834 - Otto Deiters, anatomista e neurologo tedesco († 1863)
- 1834 - Marcus Reno, militare statunitense († 1889)
- 1835 - Clementina Carrelli, pittrice e scultrice italiana († 1916)
- 1836 - Pietro Coccoluto Ferrigni, scrittore, avvocato e patriota italiano († 1895)
- 1836 - José Reyes, musicista e compositore dominicano († 1905)
- 1840 - Aleksej Nikolaevič Apuchtin, poeta e romanziere russo († 1893)
- 1844 - Mary Maurice, attrice statunitense († 1918)
- 1845 - Tina Blau, pittrice austriaca († 1916)
- 1845 - Gustave Cunéo d'Ornano, politico, avvocato e nobile francese († 1906)
- 1847 - Maddalena Morano, religiosa italiana († 1908)
- 1847 - James O'Neill, attore irlandese († 1920)
- 1849 - Andrea Becchi, pittore italiano († 1926)
- 1849 - Letterio D'Arrigo Ramondini, arcivescovo cattolico italiano († 1922)
- 1850 - Victor Laloux, architetto francese († 1937)
- 1850 - Pietro Merlo, glottologo e linguista italiano († 1888)
- 1850 - Elena Dmitrievna Polenova, artista russa († 1898)
- 1852 - Antonio Luigi Are, politico e avvocato italiano († 1943)
- 1852 - Praskov'ja Semënovna Ivanovskaja, rivoluzionaria russa († 1935)
- 1852 - Marius Toudoire, architetto francese († 1922)
- 1853 - Giovanni Donadoni, politico italiano († 1911)
- 1853 - Leopoldo Usseglio, storico e politico italiano († 1919)
- 1855 - Paolo Cuzzetti, politico italiano († 1925)
- 1857 - Andrej Karlin, vescovo cattolico austriaco († 1933)
- 1858 - Otto Hildebrand, patologo e chirurgo tedesco († 1927)
- 1859 - Oscar Bernadotte, nobile svedese († 1953)
- 1859 - Jean César Graziani, generale francese († 1932)
- 1859 - Christopher Hornsrud, politico norvegese († 1960)
- 1859 - Josephine Silone Yates, docente, scrittrice e oratrice statunitense († 1912)
- 1861 - Pierre Delbet, anatomista francese († 1957)
- 1862 - Adolf Bartels, scrittore, critico letterario e storico tedesco († 1945)
- 1862 - Gerhart Hauptmann, poeta, drammaturgo e romanziere tedesco († 1946)
- 1863 - Sante Ceccherini, generale e schermidore italiano († 1932)
- 1865 - Frank Ellis Bamford, generale statunitense († 1932)
- 1865 - Fernand Semelaigne, schermidore francese († 1930)
- 1866 - Alfonso di Borbone-Borbone, nobile spagnolo († 1934)
- 1866 - Gervase Elwes, tenore inglese († 1921)
- 1867 - Ludovico Cavaleri, pittore, incisore e illustratore italiano († 1941)
- 1867 - Emil Krebs, linguista e sinologo tedesco († 1930)
- 1868 - Ferruccio Giannini, tenore italiano († 1948)
- 1868 - Emil Racoviță, biologo, zoologo e speleologo rumeno († 1947)
- 1869 - Wilhelm Barthold, turcologo e storico russo († 1930)
- 1870 - Franz Hecker, pittore tedesco († 1944)
- 1870 - Gaetano Rovereto, geologo e geografo italiano († 1952)
- 1871 - Giuseppe Castelli, vescovo cattolico italiano († 1943)
- 1871 - Erich von Tschermak, agronomo austriaco († 1962)
- 1873 - Sara Josephine Baker, medico statunitense († 1945)
- 1873 - Carlos María Javier de la Torre, cardinale e arcivescovo cattolico ecuadoriano († 1968)
- 1874 - Alberto Bolaffi, filatelista italiano († 1944)
- 1874 - Dīmītrios Golemīs, mezzofondista greco († 1941)
- 1874 - Schack August Steenberg Krogh, fisiologo danese († 1949)
- 1875 - Jeff Kidder, statunitense († 1908)
- 1875 - Domenico Menna, arcivescovo cattolico italiano († 1957)
- 1875 - Camillo Panizzardi, presbitero italiano († 1935)
- 1876 - Anna de Noailles, poetessa e romanziera francese († 1933)
- 1877 - Ettore Ciciriello, militare italiano († 1917)
- 1877 - Max Hilzheimer, zoologo tedesco († 1946)
- 1877 - William Hope Hodgson, scrittore britannico († 1918)
- 1877 - Ugo Lupattelli, politico italiano († 1960)
- 1878 - Rezső Crettier, pesista e discobolo ungherese († 1945)
- 1878 - Izola Forrester, scrittrice, giornalista e sceneggiatrice statunitense († 1944)
- 1878 - Leopold Skulski, politico polacco († 1940)
- 1879 - Lewis Stone, attore statunitense († 1953)
- 1879 - Charles Thias, tiratore di fune statunitense († 1922)
- 1879 - Miron Konstantinovič Vladimirov, rivoluzionario e politico russo († 1925)
- 1880 - Charles Brinley, attore statunitense († 1946)
- 1880 - Lucien Itsweire, ciclista su strada francese († 1922)
- 1880 - Wacław Makowski, politico e giurista polacco († 1942)
- 1880 - Hermann Remmele, politico tedesco († 1939)
- 1881 - Franklin P. Adams, giornalista e scrittore statunitense († 1960)
- 1881 - Attilio Formenti, calciatore italiano († 1962)
- 1882 - Felix Frankfurter, giurista statunitense († 1965)
- 1882 - Maurice Germot, tennista francese († 1958)
- 1882 - Kurt Warnekros, sessuologo e ginecologo tedesco († 1949)
- 1883 - Augustin Barié, compositore e organista francese († 1915)
- 1885 - Achille Baquet, clarinettista e sassofonista statunitense († 1956)
- 1885 - Karl Günther, attore austriaco († 1951)
- 1885 - Fred Myton, sceneggiatore statunitense († 1955)
- 1885 - Herbert Rawlinson, attore britannico († 1953)
- 1885 - Keene Thompson, sceneggiatore statunitense († 1937)
- 1886 - Rafael Calvo Ruiz de Morales, attore e doppiatore spagnolo († 1966)
- 1886 - Ernst Casparsson, cavaliere svedese († 1973)
- 1886 - Messaoud El Mediouni, cantante, compositore e violinista algerino († 1943)
- 1886 - René Guénon, scrittore e filosofo francese († 1951)
- 1886 - Giuseppe Podestà, direttore d'orchestra italiano († 1964)
- 1886 - Josef Prager, calciatore austriaco († 1975)
- 1887 - Hitoshi Ashida, politico giapponese († 1959)
- 1887 - Grace Clawson, supercentenaria britannica († 2002)
- 1887 - Ayşe Sultan, principessa ottomana († 1960)
- 1887 - Marianne Moore, poetessa e scrittrice statunitense († 1972)
- 1887 - Georgia O'Keeffe, pittrice statunitense († 1986)
- 1887 - Joseph Stenhouse, navigatore, esploratore e militare scozzese († 1941)
- 1888 - Armida Cozzolino, attrice e cantante italiana († 1944)
- 1888 - Celestino Ferrario, politico italiano († 1959)
- 1888 - Arturo Kellner Ongaro, generale italiano († 1965)
- 1888 - James W. Morrison, attore statunitense († 1974)
- 1888 - Alma Pihl, designer finlandese († 1976)
- 1888 - Harald Sverdrup, oceanografo e meteorologo norvegese († 1957)
- 1889 - Manuele II del Portogallo, re portoghese († 1932)
- 1889 - Georg von Sodenstern, generale tedesco († 1955)
- 1890 - Józef Broel-Plater, militare e bobbista polacco († 1941)
- 1890 - Giovanni Imperiali, generale italiano († 1983)
- 1890 - Jens Jensen, calciatore danese († 1957)
- 1890 - Heinz von Randow, generale tedesco († 1942)
- 1890 - Werner Zahn, bobbista tedesco († 1971)
- 1891 - Simon Guttmann, letterato tedesco († 1990)
- 1891 - Noel Purcell, pallanuotista irlandese († 1962)
- 1891 - Erwin Rommel, generale tedesco († 1944)
- 1892 - Filippo Cianciàfara Tasca di Cutò, fotografo italiano († 1982)
- 1892 - Eugène Cordonnier, ginnasta francese († 1967)
- 1892 - Giovanni Battista Guarnaschelli, diplomatico italiano
- 1892 - Enrique Peñaranda del Castillo, generale e politico boliviano († 1969)
- 1893 - Piero Brandimarte, militare italiano († 1971)
- 1893 - Alberto Cuttin, calciatore italiano († 1959)
- 1893 - Michel Dupoix, calciatore francese († 1961)
- 1893 - Grover Jones, sceneggiatore, regista e scrittore statunitense († 1940)
- 1893 - Emilio Pantanali, militare italiano († 1952)
- 1894 - Hans-Günther von Rost, generale tedesco († 1945)
- 1894 - Augusto Maria Sisson, calciatore brasiliano († 1982)
- 1894 - Michail Jakovlevič Suslin, matematico russo († 1919)
- 1895 - Olga Averino, soprano e docente russo († 1989)
- 1895 - Jean Caudron, calciatore belga († 1963)
- 1895 - Ol'ga Nikolaevna Romanova, nobile e santa russa († 1918)
- 1895 - Mauritz Sandberg, calciatore svedese († 1981)
- 1896 - Giannino Ancillotto, ufficiale e aviatore italiano († 1924)
- 1896 - Gaetano Carolei, militare italiano († 1974)
- 1896 - Carsten Høeg, filologo classico danese († 1961)
- 1896 - Joseph Peckover, compositore di scacchi statunitense († 1982)
- 1897 - Aneurin Bevan, politico britannico († 1960)
- 1897 - Georges Ditzler, calciatore belga († 1974)
- 1897 - Sacheverell Sitwell, poeta, saggista e critico d'arte britannico († 1988)
- 1898 - Leopold Pamula, aviatore e militare polacco († 1940)
- 1898 - Giuseppe Ruotolo, vescovo cattolico italiano († 1970)
- 1899 - Galliano Gervasi, politico, partigiano e sindacalista italiano († 1970)
- 1899 - Johanna Elisabeth Meyer, fotografa e giornalista norvegese († 1968)
- 1899 - Auguste Pelsmaeker, allenatore di calcio e calciatore belga († 1976)
- 1899 - Dario Vitali, militare italiano († 1955)
- 1900 - Joe Brennan, cestista e allenatore di pallacanestro statunitense († 1989)
- 1900 - Carlo Cerruti, politico italiano († 1978)
- 1900 - Madeline e Marion Fairbanks, attrice statunitense († 1989)
- 1900 - Bice Lazzari, pittrice italiana († 1981)
- 1900 - Aurelio Menegazzi, ciclista su strada e pistard italiano († 1979)
- 1900 - László Rédei, matematico ungherese († 1980)

## XX secolo(859)
- 1901 - Franciszek Gajowniczek, militare polacco († 1995)
- 1901 - Elmar Kaljot, calciatore estone († 1969)
- 1901 - Rodolfo Margaria, fisiologo italiano († 1983)
- 1902 - Franco Antonicelli, saggista, poeta e antifascista italiano († 1974)
- 1902 - Diego Giacometti, scultore e disegnatore svizzero († 1985)
- 1902 - Walter Maturi, storico e bibliotecario italiano († 1961)
- 1902 - Markian Michajlovič Popov, generale sovietico († 1969)
- 1903 - Tilly Losch, ballerina, coreografa e attrice austriaca († 1975)
- 1903 - Lucien Rebatet, scrittore e giornalista francese († 1972)
- 1904 - Brunolf Baade, ingegnere tedesco († 1969)
- 1905 - Giacomino Costa, armatore, imprenditore e dirigente d'azienda italiano († 1977)
- 1905 - Tamiki Hara, scrittore e poeta giapponese († 1951)
- 1905 - Ray Kellogg, effettista e regista cinematografico statunitense († 1976)
- 1905 - Annunzio Paolo Mantovani, direttore d'orchestra e arrangiatore italiano († 1980)
- 1905 - Paride Pedretti, calciatore italiano († 1989)
- 1905 - Costantino Preziosi, politico e avvocato italiano († 1977)
- 1906 - Curtis LeMay, generale statunitense († 1990)
- 1906 - Dmitrij Sergeevič Lichačëv, filologo russo († 1999)
- 1906 - Álvaro Pina, calciatore portoghese († 1985)
- 1906 - László Rózsa, cestista ungherese († 2000)
- 1906 - Aaron Marc Stein, scrittore statunitense († 1985)
- 1907 - N. G. L. Hammond, storico e topografo britannico († 2001)
- 1907 - Al Horowitz, scacchista e giornalista statunitense († 1973)
- 1907 - Claus Schenk von Stauffenberg, militare tedesco († 1944)
- 1908 - Carlo Abarth, imprenditore austriaco († 1979)
- 1908 - Karel Jehlička, calciatore cecoslovacco († 1988)
- 1908 - Fatima Rushdi, attrice e regista egiziana († 1996)
- 1909 - Fulvio Bracco, imprenditore e chimico italiano († 2007)
- 1909 - Lauritz Falk, attore e regista svedese († 1990)
- 1909 - Eugenio Henke, ammiraglio italiano († 1990)
- 1909 - Timothy Manning, cardinale e arcivescovo cattolico irlandese († 1989)
- 1909 - Pekka Niemi, fondista finlandese († 1993)
- 1909 - Maria de los Dolores di Borbone-Due Sicilie, principessa spagnola († 1996)
- 1910 - Josef Argauer, allenatore di calcio austriaco († 2004)
- 1910 - Enrico Befani, imprenditore italiano († 1968)
- 1910 - Ernesto Duchini, allenatore di calcio e calciatore argentino († 2006)
- 1910 - Giovanni Fallani, arcivescovo cattolico italiano († 1985)
- 1910 - Philip Grierson, numismatico e storico britannico († 2006)
- 1910 - Michail Jakušin, allenatore di calcio e calciatore sovietico († 1997)
- 1910 - Stanislaus Kobierski, calciatore tedesco († 1972)
- 1910 - Michele Milano, militare e aviatore italiano († 1940)
- 1911 - Otto Baum, generale tedesco († 1998)
- 1911 - Günter Dietrich, geografo tedesco († 1972)
- 1911 - André Merlin, tennista francese († 1960)
- 1911 - Maximino Romero de Lema, arcivescovo cattolico spagnolo († 1996)
- 1911 - Joseph Marie Vũ Duy Nhất, vescovo cattolico vietnamita († 1999)
- 1912 - Khalid Bakdash, politico siriano († 1995)
- 1912 - André Chastel, storico dell'arte francese († 1990)
- 1912 - Albert Ernst, militare tedesco († 1986)
- 1912 - Georges Janin, calciatore francese († 1974)
- 1912 - Fosco Maraini, antropologo, orientalista e alpinista italiano († 2004)
- 1912 - Fedora Mingarelli, cantante italiana († 1992)
- 1913 - Elio Bramanti, calciatore italiano († 1998)
- 1913 - Giuseppe D'Angelo, politico italiano († 1991)
- 1913 - Charles F. Haas, regista statunitense († 2011)
- 1913 - Seiji Miyaguchi, attore giapponese († 1985)
- 1913 - Bruno Renner, cestista italiano
- 1913 - Albe Steiner, grafico e partigiano italiano († 1974)
- 1913 - Edmondo Vitali, calciatore italiano († 1999)
- 1914 - Angela Basarocco, religiosa italiana († 1986)
- 1914 - Jorge Bolet, pianista e direttore d'orchestra cubano († 1990)
- 1914 - Giuseppe Caprio, cardinale, arcivescovo cattolico e diplomatico italiano († 2005)
- 1914 - Philémon De Meersman, ciclista su strada belga († 2005)
- 1914 - Dona Drake, cantante, ballerina e attrice statunitense († 1989)
- 1914 - Petar Drapšin, generale e partigiano jugoslavo († 1945)
- 1914 - Alessandro Frigerio, calciatore svizzero († 1979)
- 1914 - Conyers Herring, fisico statunitense († 2009)
- 1914 - John Edward Taylor, vescovo cattolico statunitense († 1976)
- 1914 - Santo Trafficante Jr., mafioso statunitense († 1987)
- 1915 - Elliott Chaze, giornalista e scrittore statunitense († 1990)
- 1915 - Michał Cwynar, militare e aviatore polacco († 2008)
- 1915 - Raymond F. Jones, scrittore di fantascienza statunitense († 1994)
- 1915 - Guy Rozemont, politico e sindacalista mauriziano († 1956)
- 1915 - David Stirling, militare britannico († 1990)
- 1915 - Savino Giuseppe Vania, politico italiano († 2002)
- 1915 - Ferenc Velkei, cestista e pallamanista ungherese († 2008)
- 1915 - Giulio Venticinque, medico, militare e partigiano italiano († 1944)
- 1916 - Greta Gynt, attrice norvegese († 2000)
- 1916 - Dolly King, cestista e allenatore di pallacanestro statunitense († 1969)
- 1916 - Bill Melendez, animatore, doppiatore e regista messicano († 2008)
- 1916 - Franco Momigliano, antifascista, partigiano e economista italiano († 1988)
- 1917 - Eugene Louis D'Souza, arcivescovo cattolico indiano († 2003)
- 1917 - John Whiting, attore, drammaturgo e sceneggiatore britannico († 1963)
- 1918 - Renato Barisani, scultore e pittore italiano († 2011)
- 1918 - Vittore Bocchetta, scultore, pittore e saggista italiano († 2021)
- 1918 - Chris Christensen, nuotatore e pallanuotista statunitense († 2013)
- 1918 - Ľudovít Dubovský, calciatore slovacco († 1998)
- 1918 - Adolfo Pedernera, allenatore di calcio e calciatore argentino († 1995)
- 1918 - Giuseppe Romano, calciatore e allenatore di calcio italiano († 1965)
- 1918 - Tamara Michajlovna Smirnova, astronoma sovietica († 2001)
- 1919 - Carol Bruce, attrice statunitense († 2007)
- 1919 - Antonio Glauco Casanova, saggista e giornalista italiano († 2015)
- 1919 - Salomon Morel, funzionario polacco († 2007)
- 1919 - Nova Pilbeam, attrice britannica († 2015)
- 1920 - Gesualdo Bufalino, scrittore, poeta e aforista italiano († 1996)
- 1920 - Enza Passatore, cantante italiana († 2008)
- 1920 - Wayne Thiebaud, pittore statunitense († 2021)
- 1921 - Gino Amisano, imprenditore e dirigente sportivo italiano († 2009)
- 1921 - Tommaso Biamonte, politico e partigiano italiano († 2010)
- 1921 - Aldo Giannotti, calciatore italiano
- 1921 - Francesco Grosso, calciatore italiano († 2006)
- 1921 - Nodar Jorjik'ia, cestista sovietico († 2008)
- 1921 - Otmar Mäder, vescovo cattolico svizzero († 2003)
- 1921 - Thorleif Olsen, calciatore norvegese († 1996)
- 1921 - Beppe Ottolenghi, partigiano italiano († 1943)
- 1921 - Augusto Pola, militare italiano († 1941)
- 1921 - Ernesto Vidal, calciatore uruguaiano († 1974)
- 1922 - Carlastella, cantante italiana († 1998)
- 1922 - Gian Pietro Borgnolo, chimico e imprenditore italiano († 2016)
- 1922 - Luigi Carrai, annunciatore televisivo italiano († 1994)
- 1922 - Gervasio Chiari, imprenditore italiano († 2011)
- 1922 - Fernaldo Di Giammatteo, critico cinematografico e storico italiano († 2005)
- 1922 - Giuseppe Guarino, giurista e politico italiano († 2020)
- 1922 - Giorgio Manganelli, scrittore, traduttore e giornalista italiano († 1990)
- 1922 - Francesco Rosi, regista e sceneggiatore italiano († 2015)
- 1922 - Evio Tomasucci, operaio, partigiano e politico italiano († 2012)
- 1923 - Margaret Fitts, sceneggiatrice e autrice televisiva statunitense († 2011)
- 1923 - Lento Goffi, poeta, critico letterario e giornalista italiano († 2008)
- 1924 - Lionel Malamed, cestista statunitense († 1989)
- 1924 - Alexander Rich, biologo e biofisico statunitense († 2015)
- 1925 - Howard Baker, politico e diplomatico statunitense († 2014)
- 1925 - Julij Markovič Daniėl', scrittore, saggista e traduttore russo († 1988)
- 1925 - Gerd Duwner, attore, doppiatore e conduttore radiofonico tedesco († 1996)
- 1925 - Ralph Eugene Meatyard, fotografo statunitense († 1972)
- 1925 - Heinz Piontek, poeta, scrittore e traduttore tedesco († 2003)
- 1925 - Paul Raymond, imprenditore e editore inglese († 2008)
- 1925 - Miljan Zeković, calciatore jugoslavo († 1993)
- 1926 - Rinaldo Canna, politico italiano († 2002)
- 1926 - Nicola Gaudioso, presbitero italiano († 2016)
- 1926 - Alain Hus, archeologo e etruscologo francese († 2008)
- 1926 - Richard H. Kline, direttore della fotografia statunitense († 2018)
- 1926 - Manfred Müller, vescovo cattolico tedesco († 2015)
- 1926 - Angelo Nicosia, politico italiano († 1991)
- 1926 - Thomas Williams, scrittore statunitense († 1990)
- 1927 - Jacqueline Duhême, illustratrice e scrittrice francese († 2024)
- 1927 - Luigi Sarzano, commediografo e poeta italiano († 2000)
- 1928 - Antonio Casetta, imprenditore e produttore discografico italiano († 1993)
- 1928 - Enzo De Giovanni, calciatore e allenatore di calcio italiano († 2006)
- 1928 - William Heirens, serial killer statunitense († 2012)
- 1928 - C. W. McCall, cantante, musicista e politico statunitense († 2022)
- 1928 - John Orchard, attore britannico († 1995)
- 1929 - Luigi Amicarelli, calciatore italiano († 2020)
- 1929 - Ed Asner, attore statunitense († 2021)
- 1929 - Mario Colarossi, velocista italiano († 2010)
- 1929 - Louis Gantois, canoista francese († 2011)
- 1929 - Raghbir Lal, hockeista su prato indiano († 2025)
- 1929 - Don Lurio, ballerino, coreografo e cantante statunitense († 2003)
- 1929 - Régine Veronnet, ex schermitrice francese
- 1930 - J. G. Ballard, scrittore britannico († 2009)
- 1930 - Aureliano Bolognesi, pugile italiano († 2018)
- 1930 - Robert Cohen, pugile francese († 2022)
- 1930 - Alberto Emiliozzi, ciclista su strada italiano († 2006)
- 1930 - Whitman Mayo, attore statunitense († 2001)
- 1930 - Piero Melograni, storico, saggista e scrittore italiano († 2012)
- 1930 - Margit Nünke, modella tedesca († 2015)
- 1930 - Udo Toniato, pittore italiano († 2011)
- 1930 - Olene S. Walker, politica statunitense († 2015)
- 1931 - Michel Bardinet, attore e doppiatore francese († 2005)
- 1931 - Paul Ellingworth, ebraista e biblista britannico († 2018)
- 1931 - John Kerr, attore statunitense († 2013)
- 1931 - Mwai Kibaki, economista e politico keniota († 2022)
- 1931 - Pascal Lissouba, politico della Repubblica del Congo († 2020)
- 1931 - Giancarlo Marchese, scultore e pittore italiano († 2013)
- 1931 - Valeria Moriconi, attrice e doppiatrice italiana († 2005)
- 1932 - Petula Clark, cantante, attrice e compositrice britannica
- 1932 - Clyde McPhatter, cantante statunitense († 1972)
- 1932 - Alvin Plantinga, filosofo, teologo e educatore statunitense
- 1932 - Luke Rhinehart, scrittore statunitense († 2020)
- 1932 - Chea Sim, politico cambogiano († 2015)
- 1932 - Jerry Unser, pilota automobilistico statunitense († 1959)
- 1933 - Jack Burns, attore e doppiatore statunitense († 2020)
- 1933 - Gianfelice Ferlito, scacchista e dirigente d'azienda italiano († 2024)
- 1933 - Gloria Foster, attrice statunitense († 2001)
- 1933 - Françoise Héritier, antropologa e etnologa francese († 2017)
- 1933 - Paolo Inzerilli, generale italiano († 2024)
- 1933 - Kurt Leuenberger, calciatore svizzero († 2000)
- 1933 - Roger Novaro, calciatore francese († 1999)
- 1933 - Theodore Roszak, storico statunitense († 2011)
- 1933 - Colin Wells, storico e archeologo britannico († 2010)
- 1934 - Martin Bangemann, politico tedesco († 2022)
- 1934 - Joanna Barnes, attrice statunitense († 2022)
- 1934 - Krikor Bedros XX Ghabroyan, patriarca cattolico armeno († 2021)
- 1934 - Giovanni Ghiselli, velocista italiano († 1997)
- 1934 - Vito Vittorio Lenoci, politico italiano († 1978)
- 1934 - Ilva Niño, attrice brasiliana († 2024)
- 1935 - Nataniela De Micheli, attrice teatrale e personaggio televisivo italiana († 1969)
- 1935 - Luciana Gonzales, cantante italiana († 2016)
- 1935 - Basil Hiley, fisico britannico († 2025)
- 1935 - Kaneta Kimotsuki, doppiatore giapponese († 2019)
- 1935 - Tibor Pézsa, ex schermidore ungherese
- 1935 - Nera White, cestista statunitense († 2016)
- 1936 - Vincenzo Balzani, chimico italiano
- 1936 - Orlando Bertini, calciatore italiano († 2020)
- 1936 - Wolf Biermann, cantante, poeta e scrittore tedesco
- 1936 - Tod David Brown, vescovo cattolico statunitense († 2023)
- 1936 - Alfred Marie-Jeanne, politico francese
- 1936 - Olimpio Paolinelli, ex ciclista su strada italiano
- 1937 - Carl Bertelsen, calciatore danese († 2019)
- 1937 - Franco De Felice, storico italiano († 1997)
- 1937 - Gabriele Ferro, direttore d'orchestra italiano
- 1937 - Little Willie John, cantante e compositore statunitense († 1968)
- 1937 - Joseph Paletta, ex schermidore statunitense
- 1937 - Jean Sobieski, attore e pittore francese
- 1937 - Ron Yeats, calciatore e allenatore di calcio scozzese († 2024)
- 1938 - Chen Jo-hsi, scrittrice taiwanese
- 1938 - Gary Prado Salmón, generale, politico e diplomatico boliviano († 2023)
- 1939 - Terry Bradbury, allenatore di calcio e ex calciatore inglese
- 1939 - David Cliss, ex calciatore inglese
- 1939 - Antonio Gómez del Moral, ciclista su strada spagnolo († 2021)
- 1939 - Erik Hansen, canoista danese († 2014)
- 1939 - Yaphet Kotto, attore statunitense († 2021)
- 1939 - Rauni-Leena Luukanen-Kilde, medico finlandese († 2015)
- 1939 - Arnaldo Prati, arbitro di calcio italiano († 2011)
- 1939 - Supee Saksuwan Larsen, botanica thailandese
- 1939 - Dinorah Varsi, pianista uruguaiana († 2013)
- 1939 - Sandra von Giese, ex nuotatrice filippina
- 1940 - Roberto Cavalli, stilista italiano († 2024)
- 1940 - Sebastiano Celeste, direttore della fotografia italiano
- 1940 - Fabrizio De Angelis, regista, sceneggiatore e produttore cinematografico italiano
- 1940 - Lidia Maksymowicz, attivista e scrittrice polacca
- 1940 - Frans Melckenbeeck, ciclista su strada belga
- 1940 - Tony Mendez, agente segreto statunitense († 2019)
- 1940 - Ferenc Nógrádi, calciatore ungherese († 2009)
- 1940 - Boaventura de Sousa Santos, sociologo portoghese
- 1940 - Sam Waterston, attore statunitense
- 1940 - Wolfgang Zimmerer, ex bobbista tedesco
- 1941 - Benjamin Buchloh, storico dell'arte statunitense
- 1941 - Adlin Mair-Clarke, velocista giamaicana († 2020)
- 1941 - Osmar Miguelucci, ex calciatore argentino
- 1941 - Heathcote Williams, poeta, attore e commediografo britannico († 2017)
- 1942 - Alessandro Aramu, hockeista su prato, allenatore di hockey su prato e dirigente sportivo italiano († 2020)
- 1942 - Daniel Barenboim, pianista e direttore d'orchestra argentino
- 1942 - Joe Bataan, cantante, ballerino e produttore discografico statunitense
- 1942 - Josaphat-Robert Large, scrittore haitiano († 2017)
- 1942 - Giuseppe Tesauro, giurista italiano († 2021)
- 1943 - Theo van den Burch, ex calciatore olandese
- 1943 - Renzo Caldara, bobbista italiano
- 1943 - Chantal Chawaf, scrittrice francese
- 1943 - Tommaso Fanfani, economista e storico italiano († 2011)
- 1943 - Hank Liotart, ex calciatore olandese
- 1943 - Mario Manfredi, politico italiano († 2025)
- 1943 - Marisa Porcel, attrice spagnola († 2018)
- 1943 - Virginia Louise Trimble, astronoma statunitense
- 1944 - Giovambattista Caligiuri, politico italiano
- 1944 - Alberto Ferrero, ex calciatore uruguaiano
- 1944 - Joy Fleming, cantante tedesca († 2017)
- 1944 - Ignace Youssif III Younan, patriarca cattolico siriano
- 1944 - Brigitte Lefèvre, direttrice artistica, coreografa e ex ballerina francese
- 1944 - Håkon Mjøen, ex sciatore alpino norvegese
- 1944 - John Slettvoll, allenatore di hockey su ghiaccio e ex hockeista su ghiaccio svedese
- 1945 - Jean-Claude Bras, ex calciatore francese
- 1945 - Josip Bukal, calciatore e allenatore di calcio jugoslavo († 2016)
- 1945 - Giuseppe Conte, scrittore, poeta e librettista italiano
- 1945 - Edward Darmanin, ex calciatore maltese
- 1945 - Roger Donaldson, regista, produttore cinematografico e sceneggiatore australiano
- 1945 - Bob Gunton, attore statunitense
- 1945 - Jan Karlsson, ex lottatore svedese
- 1945 - Joan Martínez, ex cestista spagnolo
- 1945 - Patrizia Medail, ex sciatrice alpina e artista italiana
- 1945 - Cathie Merchant, attrice statunitense († 2013)
- 1945 - Gerardo Mosquera, critico d'arte cubano
- 1945 - Anni-Frid Lyngstad, cantante, cantautrice e ambientalista norvegese
- 1945 - Sadok Sassi, ex calciatore tunisino
- 1945 - Daniele Sasson, fotografo e artista italiano († 2021)
- 1945 - Graham Stilwell, tennista britannico († 2019)
- 1946 - Giovanni Bramucci, ciclista su strada italiano († 2019)
- 1946 - Giorgio Conca, imprenditore e politico italiano
- 1946 - Athos De Luca, politico italiano
- 1946 - Vasilīs Gkoumas, ex cestista greco
- 1946 - José Aparecido dos Santos, ex cestista brasiliano
- 1946 - Rebiya Kadeer, politica cinese
- 1946 - Roberto Liotti, politico italiano
- 1946 - Enzo Marciante, fumettista, animatore e illustratore italiano
- 1946 - Carmen Romero, politica spagnola
- 1946 - Tatti Sanguineti, critico cinematografico e giornalista italiano
- 1946 - Rino Vernizzi, fagottista italiano († 2022)
- 1946 - Cemil Çiçek, politico turco
- 1947 - Anatolij Akimov, pallanuotista sovietico († 2002)
- 1947 - Mihael Brejc, politico sloveno
- 1947 - Bob Dandridge, ex cestista statunitense
- 1947 - Ismail El Shafei, dirigente sportivo e ex tennista egiziano
- 1947 - Jacobo Hernando Fitz-James Stuart, nobile spagnolo
- 1947 - Rina Gagliardi, giornalista e politica italiana († 2010)
- 1947 - Filippo Grasso, ex pugile italiano
- 1947 - Larry Kaufman, scacchista statunitense
- 1947 - Bojan Kurajica, scacchista bosniaco
- 1947 - Beatriz Merino, politica e avvocata peruviana
- 1947 - Albert Malcolm Ranjith Patabendige Don, cardinale e arcivescovo cattolico singalese
- 1947 - Bill Richardson, diplomatico e politico statunitense († 2023)
- 1948 - Paola Besuschio, ex brigatista italiana
- 1948 - Alberto Castellani, allenatore di tennis italiano
- 1948 - Jimmy Choo, stilista malese
- 1948 - Roy Dyson, politico statunitense
- 1948 - Teodoro Locsin Jr., politico, diplomatico e giurista filippino
- 1948 - Mando Ramos, pugile statunitense († 2008)
- 1949 - Giancarlo Berardi, fumettista italiano
- 1949 - Giucas Casella, illusionista e personaggio televisivo italiano
- 1949 - Steve Fossen, bassista statunitense
- 1949 - Arlindo Gomes Furtado, cardinale e vescovo cattolico capoverdiano
- 1949 - Lesley Hamerton, ex cestista canadese
- 1949 - Jean de Breteuil, nobile e criminale francese († 1972)
- 1949 - Candy Montgomery, statunitense
- 1949 - Franz Arthur Pahl, politico italiano
- 1949 - Kęstutis Šapka, ex altista sovietico
- 1950 - Jenny Beavan, costumista britannica
- 1950 - Luciano Buonfiglio, ex canoista e dirigente sportivo italiano
- 1950 - Salvatore Cherchi, politico italiano
- 1950 - Eugeniusz Durejko, ex cestista polacco
- 1950 - Elena di Romania, principessa rumena
- 1950 - Furio Fossati, giornalista, critico cinematografico e critico musicale italiano
- 1950 - Tano Gullo, giornalista e saggista italiano
- 1950 - Jimmy Neighbour, allenatore di calcio e calciatore inglese († 2009)
- 1950 - Chen Pi-hsien, pianista taiwanese
- 1950 - Mac Wilkins, ex discobolo statunitense
- 1950 - Theo van der Meer, storico olandese
- 1951 - Aleksandr Bortnikov, generale e agente segreto russo
- 1951 - Judith Chapman, attrice statunitense
- 1951 - Beverly D'Angelo, attrice e cantante statunitense
- 1951 - Francesco Festuccia, giornalista e scrittore italiano
- 1951 - František Komňacký, allenatore di calcio e ex calciatore cecoslovacco
- 1951 - Bo Matthews, ex giocatore di football americano statunitense
- 1951 - Younes Megri, cantautore e attore marocchino
- 1951 - Mike Mentzer, culturista statunitense († 2001)
- 1951 - Richard Narita, attore statunitense
- 1951 - Michail Sokolovskij, ex calciatore e allenatore di calcio ucraino
- 1951 - Ellen Tauscher, politica statunitense († 2019)
- 1951 - José Vélez, cantante spagnolo
- 1951 - Victor Zvunka, dirigente sportivo, allenatore di calcio e ex calciatore francese
- 1952 - Ángel Castellanos, calciatore spagnolo († 2024)
- 1952 - Nikolaj Džurmongaliev, serial killer kazako
- 1952 - Laura Laurenzi, scrittrice e giornalista italiana
- 1952 - Gerard van der Lem, allenatore di calcio e ex calciatore olandese
- 1952 - Carolyne Oughton, ex sciatrice alpina canadese
- 1952 - Antonella Ruggiero, cantautrice italiana
- 1952 - Randy Savage, wrestler statunitense († 2011)
- 1953 - Ali Kaabi, ex calciatore tunisino
- 1953 - Alexander O'Neal, cantante statunitense
- 1953 - Danny Peyronel, tastierista britannico
- 1953 - Eugenia Maria Roccella, giornalista, politica e saggista italiana
- 1953 - Franco Schipani, giornalista, critico musicale e autore televisivo italiano
- 1953 - Toshio Takabayashi, ex calciatore giapponese
- 1953 - Alain Thinet, ex cestista e allenatore di pallacanestro francese
- 1954 - Hans-Günter Bruns, allenatore di calcio, dirigente sportivo e ex calciatore tedesco
- 1954 - Stephen W. Burns, attore statunitense († 1990)
- 1954 - Twinkie Clark, cantautrice, produttrice discografica e musicista statunitense
- 1954 - Herbert Heidenreich, ex calciatore tedesco
- 1954 - Chris Horrocks, ex calciatore canadese
- 1954 - Aleksander Kwaśniewski, politico polacco
- 1954 - Nílton Pinheiro da Silva, ex calciatore brasiliano
- 1954 - Uli Stielike, ex calciatore e allenatore di calcio tedesco
- 1954 - Tony Thompson, batterista e produttore discografico statunitense († 2003)
- 1954 - Giorgio Toschi, generale italiano
- 1955 - Buck Adams, attore pornografico statunitense († 2008)
- 1955 - Salvatore Buzzi, criminale e imprenditore italiano
- 1955 - Ildikó Enyedi, regista e sceneggiatrice ungherese
- 1955 - Paul Knochel, chimico francese
- 1955 - Alberto Luca Recchi, esploratore, scrittore e fotografo italiano
- 1955 - Gustavo Trelles, ex pilota di rally uruguaiano
- 1955 - Leo van Vliet, ex ciclista su strada olandese
- 1955 - Martien Vreijsen, ex calciatore olandese
- 1956 - Maj Britt Andersen, cantante norvegese
- 1956 - Sebastiano Cardi, diplomatico italiano
- 1956 - Eugenio Coccia, fisico italiano
- 1956 - Celso Fonseca, cantante, compositore e chitarrista brasiliano
- 1956 - Eric Joisel, artista francese († 2010)
- 1956 - Ravil Kashapov, ex maratoneta e ultramaratoneta sovietico
- 1956 - Zlatko Kranjčar, calciatore e allenatore di calcio croato († 2021)
- 1957 - Livia Borgognoni, scenografa italiana
- 1957 - Kevin Eubanks, chitarrista statunitense
- 1957 - Ingegerd Lagerback, ex cestista svedese
- 1957 - Marianne Maddalena, produttrice cinematografica statunitense
- 1957 - Ray McKinnon, attore, sceneggiatore e regista statunitense
- 1957 - Bijan Mortazavi, violinista, cantante e compositore iraniano
- 1958 - Dario Arkel, pedagogista italiano
- 1958 - Dave Cairns, chitarrista e tastierista inglese
- 1958 - Martin Davis, ex tennista statunitense
- 1958 - Lewis Fitz-Gerald, attore australiano
- 1958 - Leslie Malton, attrice statunitense
- 1958 - Pascal Loubet, scrittore, giornalista e fotografo francese
- 1958 - Óscar Vladimir Rojas, ex calciatore cileno
- 1958 - Paul Schönwetter, allenatore di calcio e ex calciatore tedesco
- 1958 - Marina Spada, regista e sceneggiatrice italiana
- 1958 - Franz Wembacher, ex slittinista tedesco occidentale
- 1959 - Geert Broeckaert, ex calciatore belga
- 1959 - Timothy Creamer, ex astronauta e aviatore statunitense
- 1959 - Eric Dall'Armellina, ciclista su strada francese
- 1959 - Tibor Fischer, scrittore britannico
- 1959 - Jean-François Le Gall, matematico francese
- 1959 - Tomas Riad, linguista e violinista svedese
- 1959 - Dhawee Umponmaha, ex pugile thailandese
- 1960 - Jutta Behrendt, ex canottiera tedesca
- 1960 - Paola Bizzarri, scenografa italiana
- 1960 - Paolo Bonfanti, musicista, cantante e produttore discografico italiano
- 1960 - Sergio Cammariere, cantautore e pianista italiano
- 1960 - Karen Clark Sheard, cantautrice e musicista statunitense
- 1960 - Stewart Evans, allenatore di calcio e ex calciatore inglese
- 1960 - Dann Huff, cantante, chitarrista e compositore statunitense
- 1960 - Susanne Lothar, attrice tedesca († 2012)
- 1960 - Edoardo Novelli, sociologo e giornalista italiano
- 1960 - Josette Simon, attrice britannica
- 1960 - Alf Westerberg, allenatore di calcio e ex calciatore svedese
- 1960 - Jimmy Williams, ex giocatore di football americano statunitense
- 1961 - Khaled Mohammed Bekhit, ex cestista egiziano
- 1961 - Carlo Bollino, giornalista e scrittore italiano
- 1961 - Tibor Károlyi, scacchista ungherese
- 1961 - Anthony Poola, cardinale e arcivescovo cattolico indiano
- 1961 - Neil Simpson, ex calciatore scozzese
- 1961 - Daniele Zoratto, allenatore di calcio e ex calciatore italiano
- 1961 - Pål Øie, regista e sceneggiatore norvegese
- 1962 - Mark Acres, ex cestista statunitense
- 1962 - Michael Degiorgio, allenatore di calcio e ex calciatore maltese
- 1962 - Martin Esajas, ex cestista olandese
- 1962 - Moussa Maaskri, attore algerino
- 1962 - Sakyong Mipham Rinpoche, filosofo tibetano
- 1962 - Tat'jana Stepanova, coreografa, ballerina e saggista ucraina
- 1962 - Kim Vilfort, allenatore di calcio e ex calciatore danese
- 1963 - Alick Banda, arcivescovo cattolico zambiano
- 1963 - Andrew Castle, conduttore televisivo, allenatore di tennis e ex tennista britannico
- 1963 - François Delattre, diplomatico e ambasciatore francese
- 1963 - Riccardo Gusmaroli, artista italiano
- 1963 - Hiroyuki Kitakubo, regista, sceneggiatore e animatore giapponese
- 1963 - Kevin J. O'Connor, attore statunitense
- 1963 - Andrea Re, ex canottiere italiano
- 1963 - Stefano Vagnini, musicista, compositore e poeta italiano
- 1963 - João José Vianna, ex cestista brasiliano
- 1964 - Anthony Ian Berkeley, rapper e produttore discografico trinidadiano († 2001)
- 1964 - Mauro Fiore, direttore della fotografia italiano
- 1964 - Philippe Montanier, allenatore di calcio e ex calciatore francese
- 1964 - Kurt Nicoll, pilota motociclistico britannico
- 1964 - Tiit Sokk, allenatore di pallacanestro e ex cestista estone
- 1965 - Naceur Bedoui, ex calciatore tunisino
- 1965 - Roman Bezsmertnyj, politico e diplomatico ucraino
- 1965 - Nigel Bond, giocatore di snooker inglese
- 1965 - Veronica Cochelea, ex canottiera rumena
- 1965 - Brian Fortune, attore irlandese
- 1965 - Il'gar Mamedov, ex schermidore russo
- 1965 - Hidenori Matsubara, character designer e animatore giapponese
- 1965 - Robert Pecl, ex calciatore austriaco
- 1965 - Stefan Pfeiffer, ex nuotatore tedesco
- 1965 - Fabrizio Piccareta, allenatore di calcio e ex calciatore italiano
- 1965 - Yoon Kang-mi, illustratrice sudcoreana
- 1965 - Philippe de Chauveron, regista e sceneggiatore francese
- 1966 - Drew Ferguson, politico statunitense
- 1966 - Cedric Glover, ex cestista statunitense
- 1966 - Davor Lasić, allenatore di calcio e ex calciatore croato
- 1966 - Liane Moriarty, scrittrice australiana
- 1966 - Albert Pahimi Padacké, politico ciadiano
- 1966 - Ginny Purdy, ex tennista statunitense
- 1966 - Adolfo Sansolini, attivista italiano
- 1966 - Rachel True, attrice statunitense
- 1966 - Stanisław Ustupski, ex combinatista nordico polacco
- 1967 - Becky Anderson, giornalista e conduttrice televisiva inglese
- 1967 - Greg Anthony, ex cestista statunitense
- 1967 - Orazio Arancio, ex rugbista a 15, allenatore di rugby a 15 e dirigente sportivo italiano
- 1967 - Gianpaolo Dal Dosso, cantante, compositore e direttore di coro italiano
- 1967 - Laura Garrone, ex tennista e allenatrice di tennis italiana
- 1967 - Dan Găureanu, schermidore rumeno († 2017)
- 1967 - Marko Myyry, ex calciatore finlandese
- 1967 - Ariel Olivetti, fumettista argentino
- 1967 - François Ozon, regista e sceneggiatore francese
- 1967 - Gustavo Poyet, allenatore di calcio e ex calciatore uruguaiano
- 1967 - Jon Preston, ex rugbista a 15, allenatore di rugby a 15 e commentatore televisivo neozelandese
- 1967 - Luigi Rinaldi, scrittore di fantascienza italiano
- 1967 - Nazim Sadıqov, ex calciatore azero
- 1967 - E-40, rapper statunitense
- 1968 - Fausto Brizzi, regista, sceneggiatore e produttore cinematografico italiano
- 1968 - Brad Brownell, allenatore di pallacanestro statunitense
- 1968 - Ol' Dirty Bastard, rapper statunitense († 2004)
- 1968 - Uwe Rösler, allenatore di calcio e ex calciatore tedesco
- 1968 - Deborah S. Jin, fisica statunitense († 2016)
- 1969 - Graziano Boscacci, scialpinista italiano
- 1969 - Etim Esin, ex calciatore nigeriano
- 1969 - Ashley Fox, politico britannico
- 1969 - David Kajganich, sceneggiatore e produttore cinematografico statunitense
- 1969 - Helen Kelesi, ex tennista canadese
- 1969 - Harry Koch, ex calciatore tedesco
- 1969 - David Miner, produttore televisivo e manager statunitense
- 1969 - Natalia Valeeva, ex arciera moldava
- 1970 - Jeff Adams, ex atleta paralimpico canadese
- 1970 - Ahmed Ibrahim Ali, ex calciatore emiratino
- 1970 - Ilija Aračić, allenatore di calcio e ex calciatore croato
- 1970 - Pedro Caixinha, allenatore di calcio e ex calciatore portoghese
- 1970 - Miguel Ángel Castro Muñoz, vescovo cattolico messicano
- 1970 - Aksana Danilčyk, poetessa, traduttrice e letterata bielorussa
- 1970 - Uschi Disl, ex biatleta e ex fondista tedesca
- 1970 - Edward Fletcher, attore statunitense
- 1970 - Wilfried Huber, ex slittinista italiano
- 1970 - Enrico Ianniello, attore, scrittore e regista teatrale italiano
- 1970 - Jack Ingram, cantautore statunitense
- 1970 - Patrick Mboma, dirigente sportivo e ex calciatore camerunese
- 1970 - 'O Zulù, rapper italiano
- 1970 - Karol Praženica, allenatore di calcio e ex calciatore slovacco
- 1970 - Franck Rabarivony, ex calciatore malgascio
- 1970 - Danny Sapani, attore britannico
- 1970 - Valeria Strada, copilota di rally italiana
- 1970 - Carmelo Traini, ex maratoneta e fondista di corsa in montagna italiano
- 1971 - Luca Bianchin, ex nuotatore italiano
- 1971 - Pipi, cantante spagnolo
- 1971 - Jay Harrington, attore statunitense
- 1971 - Arnaud Hauchard, scacchista francese
- 1971 - Gábor Horváth, canoista ungherese
- 1971 - Thomas Lagerlöf, allenatore di calcio e ex calciatore svedese
- 1971 - Carl-Johan Lindqvist, ex slittinista svedese
- 1971 - Luiz Fernando, ex calciatore brasiliano
- 1971 - Natalija Medvedjeva, ex tennista ucraina
- 1971 - Martin Pieckenhagen, ex calciatore tedesco
- 1971 - Darryl Powell, ex calciatore giamaicano
- 1971 - Michael Shawn Lewis, attore e cantante statunitense
- 1971 - Slaven Skeledzic, allenatore di calcio tedesco
- 1971 - Delsa Solórzano, politica venezuelana
- 1972 - Emilio Benfele Álvarez, ex tennista spagnolo
- 1972 - Stefan Billborn, allenatore di calcio svedese
- 1972 - Henning Jarnskor, ex calciatore faroese
- 1972 - Jeon Ju-won, ex cestista e allenatrice di pallacanestro sudcoreana
- 1972 - Nikolaj Maksimov, ex pallanuotista russo
- 1972 - Krista Mikkonen, politica finlandese
- 1972 - Jonny Lee Miller, attore britannico
- 1972 - Ginés Salmerón, ex ciclista su strada spagnolo
- 1972 - Jessica Hynes, attrice e scrittrice britannica
- 1972 - Hideki Taniuchi, compositore e arrangiatore giapponese
- 1972 - Chris van der Weerden, allenatore di calcio e ex calciatore olandese
- 1973 - Mahammatkodir Abdoollayev, pugile uzbeko
- 1973 - Roberto Aguirre-Sacasa, sceneggiatore, drammaturgo e fumettista nicaraguense
- 1973 - Duo Idea, comico e musicista italiano
- 1973 - Vegar Hoel, attore norvegese († 2021)
- 1973 - Sydney Tamiia Poitier, attrice statunitense
- 1973 - Lilian Popescu, allenatore di calcio e ex calciatore moldavo
- 1973 - Albert Portas, allenatore di tennis e ex tennista spagnolo
- 1973 - Jan Řehula, triatleta ceco
- 1973 - Rashed Hassan Saeed, ex calciatore emiratino
- 1973 - Arianna Scommegna, attrice italiana
- 1973 - Robert Sycz, ex canottiere polacco
- 1973 - Rachid Ziar, ex maratoneta algerino
- 1973 - Abdullah Zubromawi, ex calciatore saudita
- 1974 - Aljaksej Ajdaraŭ, ex biatleta bielorusso
- 1974 - Cédric Burdet, ex pallamanista francese
- 1974 - Brent Cockbain, ex rugbista a 15 australiano
- 1974 - Sérgio Conceição, allenatore di calcio e ex calciatore portoghese
- 1974 - Alon De Loco, rapper, produttore discografico e ballerino israeliano
- 1974 - Attila Dragóner, ex calciatore ungherese
- 1974 - Walter Ferrazza, politico italiano
- 1974 - Giovanna Granieri, ex cestista italiana
- 1974 - Sanaa Hamri, regista marocchina
- 1974 - Putsoana Hwala, lesothiana
- 1974 - Chad Kroeger, cantautore, chitarrista e compositore canadese
- 1974 - Juha-Pekka Leppäluoto, musicista finlandese
- 1974 - Jiggy Manicad, giornalista e politico filippino
- 1974 - John O'Kane, ex calciatore inglese
- 1974 - Kathleen Rose Perkins, attrice statunitense
- 1974 - Song Lihui, dirigente sportivo, allenatore di calcio e ex calciatore cinese
- 1974 - Riccardo Zampagna, allenatore di calcio e ex calciatore italiano
- 1974 - Ingrida Šimonytė, economista e politica lituana
- 1975 - Leonardo Graziano, doppiatore italiano
- 1975 - Ma Chengqing, ex cestista cinese
- 1975 - Eliomar Marcón, ex calciatore brasiliano
- 1975 - Diogo Matos, ex calciatore portoghese
- 1975 - Nikola Prkačin, ex cestista croato
- 1975 - Eifion Williams, ex calciatore gallese
- 1975 - Johan Petter Winsnes, ex calciatore norvegese
- 1975 - Boris Živković, ex calciatore croato
- 1976 - Brandon DiCamillo, attore e stuntman statunitense
- 1976 - Mario Galinović, allenatore di calcio e ex calciatore croato
- 1976 - Anthony Horgan, ex rugbista a 15 irlandese
- 1976 - Volodymyr Jezers'kyj, allenatore di calcio e ex calciatore ucraino
- 1976 - Christian Kanyengele, ex calciatore della Repubblica Democratica del Congo
- 1976 - Virginie Ledoyen, attrice e modella francese
- 1976 - Claudia Llosa, regista, sceneggiatrice e produttrice cinematografica peruviana
- 1976 - Anders Prytz, ex calciatore svedese
- 1976 - Iker Begoña, ex calciatore spagnolo
- 1977 - Mohamed Benyachou, ex calciatore francese
- 1977 - Gaby Espino, modella, attrice e conduttrice televisiva venezuelana
- 1977 - Andrew David Gray, ex calciatore scozzese
- 1977 - Martina Gyurcsi, ex cestista e allenatrice di pallacanestro slovacca
- 1977 - Jon Hurwitz, regista e sceneggiatore statunitense
- 1977 - Richard Lintner, ex hockeista su ghiaccio slovacco
- 1977 - Sean Murray, attore statunitense
- 1977 - Luigi Nasca, arbitro di calcio italiano
- 1977 - Maike Nollen, canoista tedesca
- 1977 - Stelios Okkaridīs, ex calciatore cipriota
- 1977 - Peter Phillips, nobile inglese
- 1978 - Dirty South, disc jockey e produttore discografico serbo
- 1978 - Kris Kocurek, ex giocatore di football americano e allenatore di football americano statunitense
- 1978 - Marius Sabaliauskas, ex ciclista su strada lituano
- 1978 - Floyd Womack, ex giocatore di football americano statunitense
- 1978 - Zhou Chunxiu, maratoneta cinese
- 1979 - Fahad Al-Subaie, ex calciatore saudita
- 1979 - Josemi, ex calciatore spagnolo
- 1979 - Robert Kendrick, ex tennista statunitense
- 1979 - Edna Kiplagat, maratoneta e mezzofondista keniota
- 1979 - Brett Lancaster, ex ciclista su strada e pistard australiano
- 1979 - Lotus Juice, rapper e musicista giapponese
- 1979 - Aki Nawa, giocatrice di bowling giapponese
- 1979 - Albert Rivera, politico spagnolo
- 1980 - Hamza Namira, cantante, cantautore e compositore egiziano
- 1980 - Burhan Qurbani, regista, sceneggiatore e attore tedesco
- 1980 - Diego Sinhue Rodríguez Vallejo, politico messicano
- 1980 - Sylvain Rémy, ex calciatore beninese
- 1980 - Haruka Shimotsuki, cantante giapponese
- 1980 - Kevin Staut, cavaliere francese
- 1981 - Jamale Aarrass, mezzofondista francese
- 1981 - Cristian Arias, ex cestista dominicano
- 1981 - Stéphanie Bouvier, pattinatrice di short track francese
- 1981 - Diego Gaúcho, ex calciatore brasiliano
- 1981 - Lorena Ochoa, golfista messicana
- 1981 - Natko Rački, ex calciatore croato
- 1981 - Brian Shelley, ex calciatore irlandese
- 1981 - Joyce Zhao, cantante, attrice e conduttrice televisiva taiwanese
- 1982 - Susie Abromeit, attrice statunitense
- 1982 - Charles-Henri Bronchard, cestista francese
- 1982 - Yaya DaCosta, attrice e modella statunitense
- 1982 - William Eubank, regista e sceneggiatore statunitense
- 1982 - Jenifer, cantante francese
- 1982 - Cody Marshall, ex sciatore alpino statunitense
- 1982 - Benjamin Melink, ex giocatore di calcio a 5 sloveno
- 1982 - Giaan Rooney, nuotatrice australiana
- 1982 - Clemens J. Setz, scrittore e traduttore austriaco
- 1982 - Lofa Tatupu, ex giocatore di football americano e allenatore di football americano statunitense
- 1982 - Kalu Uche, ex calciatore nigeriano
- 1982 - ClioMakeUp, truccatrice, youtuber e conduttrice televisiva italiana
- 1983 - Sophia Di Martino, attrice inglese
- 1983 - Imanol Erviti, dirigente sportivo e ex ciclista su strada spagnolo
- 1983 - John Heitinga, allenatore di calcio e ex calciatore olandese
- 1983 - Topi Jaakola, hockeista su ghiaccio finlandese
- 1983 - DJ Skee, disc jockey statunitense
- 1983 - Antonin Koutouan, ex calciatore ivoriano
- 1983 - Veli-Matti Lindström, ex saltatore con gli sci finlandese
- 1983 - Davide Longoni, thaiboxer italiano
- 1983 - Rui Miguel Melo Rodrigues, ex calciatore portoghese
- 1983 - Arnold Origi, calciatore keniota
- 1983 - Aleksandar Pavlović, ex cestista serbo
- 1983 - Laura Smet, attrice e cantante francese
- 1983 - Cheikhou Thioune, ex cestista senegalese
- 1983 - Fernando Verdasco, ex tennista e allenatore di tennis spagnolo
- 1984 - Sonia Bermúdez, ex calciatrice spagnola
- 1984 - Katarina Bulatović, ex pallamanista montenegrina
- 1984 - Maximiliano Cavallotti, ex calciatore argentino
- 1984 - Chyno Miranda, cantante venezuelano
- 1984 - Jermareo Davidson, ex cestista statunitense
- 1984 - Asia Kate Dillon, attore statunitense
- 1984 - Hevrin Khalaf, politica curda († 2019)
- 1984 - Giōrgos Makrīs, ex calciatore greco
- 1984 - Meg, chitarrista giapponese
- 1984 - Charly Moussono, calciatore gabonese
- 1984 - Sid Ahmed Ould Teguedi, calciatore mauritano
- 1984 - Tina Periša, ex cestista croata
- 1984 - Curdin Perl, ex fondista svizzero
- 1984 - Cat Power, wrestler canadese
- 1984 - Brion Rush, ex cestista statunitense
- 1984 - Xochitl Torres Small, politica statunitense
- 1984 - Zhu Qinan, tiratore a segno cinese
- 1985 - Guilherme Afonso, ex calciatore angolano
- 1985 - Elad Gabai, ex calciatore israeliano
- 1985 - Guy Haimov, ex calciatore israeliano
- 1985 - Jure Ivanković, allenatore di calcio e ex calciatore bosniaco
- 1985 - Yūzō Kobayashi, ex calciatore giapponese
- 1985 - Lily Aldridge, supermodella statunitense
- 1985 - Jeffree Star, modello, cantante e imprenditore statunitense
- 1985 - Andrea Tiberi, mountain biker italiano
- 1985 - Martin Zeno, ex cestista statunitense
- 1986 - Webert da Silva Miguel, ex calciatore brasiliano
- 1986 - Nina Caprez, arrampicatrice svizzera
- 1986 - Mia Ceran, giornalista e conduttrice televisiva tedesca
- 1986 - Anouk Dekker, calciatrice olandese
- 1986 - Winston Duke, attore trinidadiano
- 1986 - Éder, ex calciatore brasiliano
- 1986 - Amr El Halwani, ex calciatore egiziano
- 1986 - Coye Francies, ex giocatore di football americano statunitense
- 1986 - Mokhtar Ghyaza, cestista tunisino
- 1986 - Gonçalo José Gonçalves dos Santos, allenatore di calcio e ex calciatore portoghese
- 1986 - Richard Hendrix, ex cestista statunitense
- 1986 - Jared Hodgkiss, ex calciatore inglese
- 1986 - Jessica Jones, pallavolista statunitense
- 1986 - Elisa Lasowski, attrice francese
- 1986 - Tony Mawejje, ex calciatore ugandese
- 1986 - Sania Mirza, ex tennista indiana
- 1986 - Peter Opiyo, calciatore keniota
- 1986 - Patrick Osiako, calciatore keniota
- 1986 - Silvia Sciorilli Borrelli, giornalista italiana
- 1986 - Gilson Varela, calciatore capoverdiano
- 1986 - Joshua Ábrego, ex calciatore messicano
- 1987 - Vanessa Benelli Mosell, direttrice d'orchestra e pianista italiana
- 1987 - Łukasz Cieślewicz, ex calciatore polacco
- 1987 - Bruno Gama, calciatore portoghese
- 1987 - Clevin Hannah, cestista statunitense
- 1987 - Arsen Kasabiev, sollevatore georgiano
- 1987 - Nikola Komazec, calciatore serbo
- 1987 - Leopold König, ex ciclista su strada ceco
- 1987 - Sergio Llull, cestista spagnolo
- 1987 - Tommy Trash, disc jockey australiano
- 1987 - Isaiah Osbourne, calciatore inglese
- 1987 - Marco Pappa, ex calciatore guatemalteco
- 1987 - Ľubica Štepanová, modella slovacca
- 1987 - Nilson Taty, calciatore saotomense
- 1988 - B.o.B, rapper e produttore discografico statunitense
- 1988 - Dardan Berisha, cestista kosovaro
- 1988 - Maximiliano Díaz, triplista argentino
- 1988 - Zena Grey, attrice statunitense
- 1988 - Quanitra Hollingsworth, cestista statunitense
- 1988 - Marcel Metoua, ex calciatore ivoriano
- 1988 - Cirilo Mora, calciatore paraguaiano
- 1988 - Evariste Ngolok, ex calciatore camerunese
- 1988 - Ariel Ngueukam, calciatore camerunese
- 1988 - Morgan Parra, rugbista a 15 francese
- 1988 - Coty Sensabaugh, ex giocatore di football americano statunitense
- 1988 - Andis Shala, ex calciatore kosovaro
- 1988 - Alex Silvestro, giocatore di football americano statunitense
- 1988 - Billy Twelvetrees, rugbista a 15 britannico
- 1989 - Juan Alsina, ex calciatore uruguaiano
- 1989 - Sebastián Mauricio Fernández, calciatore uruguaiano
- 1989 - Carlin Isles, rugbista a 7 statunitense
- 1989 - Jasper Iwema, pilota motociclistico olandese
- 1989 - Mikita Navumaŭ, calciatore bielorusso
- 1989 - Adrián Pedraja, attore e modello spagnolo
- 1989 - Veronika Pincová, ex calciatrice ceca
- 1989 - Ville Saxman, ex calciatore finlandese
- 1989 - Devin Taylor, ex giocatore di football americano statunitense
- 1989 - Carson Tinker, giocatore di football americano statunitense
- 1989 - Daniel Alejandro Torres, calciatore colombiano
- 1989 - Zhang Fengliu, lottatrice cinese
- 1989 - Matteo De Mojana, doppiatore e attore teatrale italiano
- 1990 - Atusaye Nyondo, calciatore malawiano
- 1990 - Potter Payper, rapper britannico
- 1990 - Rakeem Buckles, cestista statunitense
- 1990 - Connor Dougherty, pallavolista statunitense
- 1990 - Laurence Épée, schermitrice francese
- 1990 - Kanata Hongō, attore e modello giapponese
- 1990 - Erik Hurtado, calciatore statunitense
- 1990 - Terrance King, cestista statunitense
- 1990 - Lukáš Krpálek, judoka ceco
- 1990 - Thomas van der Mars, cestista olandese
- 1990 - Bradley McDougald, giocatore di football americano statunitense
- 1990 - Ryan Meara, ex calciatore statunitense
- 1990 - Caleb Paine, velista statunitense
- 1990 - Ihor Perduta, calciatore ucraino
- 1990 - Sofija Rud'eva, modella russa
- 1990 - Michael Schofield, giocatore di football americano statunitense
- 1990 - Lonneke Slöetjes, ex pallavolista olandese
- 1990 - Bryan Stork, giocatore di football americano statunitense
- 1991 - Jeffery Bule, calciatore e giocatore di calcio a 5 salomonese
- 1991 - Maxime Colin, calciatore francese
- 1991 - Georgi Gergov, ex pugile bulgaro
- 1991 - Nicolas Isimat-Mirin, calciatore francese
- 1991 - William James, giocatore di football americano svedese
- 1991 - Robin Jansson, calciatore svedese
- 1991 - Ognjen Mudrinski, calciatore serbo
- 1991 - Ryōta Noma, ex calciatore giapponese
- 1991 - Fouad Rachid, calciatore francese
- 1991 - Aleksandar Tanasin, calciatore serbo
- 1991 - Shannon Vreeland, ex nuotatrice statunitense
- 1991 - Shailene Woodley, attrice statunitense
- 1992 - Sergej Bryzgalov, calciatore russo
- 1992 - Dylan Bundy, giocatore di baseball statunitense
- 1992 - Onur Ergün, calciatore turco
- 1992 - Katherine Espín, modella ecuadoriana
- 1992 - Sofia Goggia, sciatrice alpina italiana
- 1992 - Pernille Harder, calciatrice danese
- 1992 - Alberto Jiménez, calciatore spagnolo
- 1992 - Žan Kranjec, sciatore alpino sloveno
- 1992 - Jody Lukoki, calciatore congolese (Repubblica Democratica del Congo) († 2022)
- 1992 - Himid Mao, calciatore tanzaniano
- 1992 - Peangtarn Plipuech, tennista thailandese
- 1992 - M.J. Rhett, cestista statunitense
- 1992 - Michael Salazar, calciatore statunitense
- 1992 - Daniela Seguel, tennista cilena
- 1992 - Trevor Story, giocatore di baseball statunitense
- 1992 - Walter Viáfara, astista colombiano
- 1992 - Kevin Wimmer, calciatore austriaco
- 1992 - Bobby Wood, calciatore statunitense
- 1993 - Arik Armstead, giocatore di football americano statunitense
- 1993 - Jacopo Castagna, doppiatore e cantautore italiano
- 1993 - Abhishek Das, calciatore indiano
- 1993 - Paulo Dybala, calciatore argentino
- 1993 - Saaya Irie, modella, attrice e doppiatrice giapponese
- 1993 - Mory Konaté, calciatore guineano
- 1993 - Zvonimir Kožulj, calciatore bosniaco
- 1993 - Valentina Margaglio, skeletonista, ex bobbista e ex velocista italiana
- 1993 - Malkolm Moënza, calciatore svedese
- 1993 - Patrik Poór, calciatore ungherese
- 1993 - Sidney Rivera, ex calciatore statunitense
- 1993 - Connor Ruane, calciatore inglese
- 1993 - Melicina Stanjuta, ex ginnasta bielorussa
- 1993 - Marco Susio, rugbista a 15 italiano
- 1994 - Tonni Adamsen, calciatore danese
- 1994 - Ekaterina Aleksandrova, tennista russa
- 1994 - Tyler Boyd, giocatore di football americano statunitense
- 1994 - Malcolm Cacutalua, calciatore tedesco
- 1994 - Dimitri Sousa, cestista brasiliano
- 1994 - Drissa Diarrassouba, calciatore ivoriano
- 1994 - Emma Dumont, attore e modello statunitense
- 1994 - Morgan Ferrier, calciatore inglese
- 1994 - Florian Gruber, slittinista italiano
- 1994 - Tegan Nox, wrestler britannica
- 1994 - Sam Tevi, giocatore di football americano statunitense
- 1994 - Sindarius Thornwell, cestista statunitense
- 1994 - Aboubacar Toungara, calciatore maliano
- 1994 - Theo Wharton, calciatore gallese
- 1994 - Rasmus Wranå, giocatore di curling svedese
- 1995 - Manuel Guinard, tennista francese
- 1995 - Philipp Kundratitz, ex snowboarder austriaco
- 1995 - Charlie Maddock, taekwondoka britannica
- 1995 - Luca Mazzitelli, calciatore italiano
- 1995 - Blake Pieroni, nuotatore statunitense
- 1995 - Karl-Anthony Towns, cestista dominicano
- 1995 - Kenny Young, giocatore di football americano statunitense
- 1995 - Luka Zahovič, calciatore sloveno
- 1996 - Selim Amallah, calciatore belga
- 1996 - Pavel Artamonov, karateka estone
- 1996 - Antoine Dupont, rugbista a 15 e rugbista a 7 francese
- 1996 - Anna Gray, pallavolista italiana
- 1996 - Marwan Hamdi, calciatore egiziano
- 1996 - Kim Min-jae, calciatore sudcoreano
- 1996 - João Pedro Maturano dos Santos, calciatore brasiliano
- 1996 - Candice McLeod, velocista giamaicana
- 1996 - Vanessa Nakate, attivista ugandese
- 1996 - Dragan Rosić, calciatore serbo
- 1996 - Taulant Seferi, calciatore macedone
- 1996 - Austin Seibert, giocatore di football americano statunitense
- 1996 - Marta Soto, cantante spagnola
- 1996 - Demi Vollering, ciclista su strada olandese
- 1996 - Kanako Watanabe, nuotatrice giapponese
- 1997 - Leelah Alcorn, statunitense († 2014)
- 1997 - Migouel Alfarela, calciatore francese
- 1997 - Paula Badosa, tennista spagnola
- 1997 - Ole Braunschweig, nuotatore tedesco
- 1997 - Joe Cokanasiga, rugbista a 15 figiano
- 1997 - Viktor Cyhankov, calciatore ucraino
- 1997 - Matías Cóccaro, calciatore uruguaiano
- 1997 - Emmanuel Dennis, calciatore nigeriano
- 1997 - George Dobson, calciatore inglese
- 1997 - Luis Haquín, calciatore boliviano
- 1997 - Aaron Leya Iseka, calciatore belga
- 1997 - Sōtīrīs Mpillīs, cestista greco
- 1997 - Ange Mutsinzi, calciatore ruandese
- 1997 - Brayan Rodallegas, sollevatore colombiano
- 1997 - Hüseyin Emre Sakçı, nuotatore turco
- 1998 - Appie Mussa, attore e musicista somalo
- 1998 - Quinn Meinerz, giocatore di football americano statunitense
- 1998 - Lada Pejchalová, altista ceca
- 1998 - Amin Seydiyev, calciatore azero
- 1998 - Anton Stach, calciatore tedesco
- 1998 - Bastien Vautier, cestista francese
- 1998 - Kamil' Zakirov, ex calciatore russo
- 1999 - Antoine Green, giocatore di football americano statunitense
- 1999 - Jontay Porter, cestista statunitense
- 1999 - Miyu Tomita, doppiatrice e cantante giapponese
- 1999 - Nikola Tričković, calciatore serbo
- 1999 - Jader Valencia, calciatore colombiano
- 2000 - Mohamed Bouchouari, calciatore belga
- 2000 - Agustín Colazo, calciatore argentino
- 2000 - Lamine Diack, calciatore senegalese
- 2000 - Tamble Monteiro, calciatore guineense
- 2000 - Patrik Gunnarsson, calciatore islandese
- 2000 - Johnathan Hoggard, pilota automobilistico britannico
- 2000 - Valentín Larralde, calciatore argentino
- 2000 - Abbie Magee, calciatrice nordirlandese
- 2000 - Justin Njinmah, calciatore tedesco
- 2000 - Patrick Samoura, cestista ceco
- 2000 - Maksim Sapožkov, pallavolista russo
- 2000 - Unai Vencedor, calciatore spagnolo

## XXI secolo(25)
- 2001 - Jeremy Alcoba, pilota motociclistico spagnolo
- 2001 - André Boman, calciatore svedese
- 2001 - Juan Manuel Cerúndolo, tennista argentino
- 2001 - Martina Favaretto, schermitrice italiana
- 2001 - James Hedgcock, pistard e ciclista di BMX canadese
- 2001 - Henry Mosquera, calciatore colombiano
- 2001 - Alexia Paganini, pattinatrice artistica su ghiaccio svizzera
- 2001 - Sadie Stanley, attrice statunitense
- 2001 - TyTy Washington, cestista statunitense
- 2002 - Sidney Carroll, nuotatrice artistica canadese
- 2002 - Nasser Djiga, calciatore burkinabè
- 2002 - Jurij Železnov, calciatore russo
- 2003 - Yannick Nzosa, cestista della Repubblica Democratica del Congo
- 2003 - Facundo Pérez, calciatore uruguaiano
- 2003 - Cristian Volpato, calciatore australiano
- 2004 - Jo Jin-mi, tuffatrice nordcoreana
- 2004 - Vincent Keymer, scacchista tedesco
- 2004 - Matilde Lorenzi, sciatrice alpina italiana († 2024)
- 2005 - Roony Bardghji, calciatore svedese
- 2005 - Pablo Suárez, calciatore uruguaiano
- 2005 - Oleksandr Zheltyakov, nuotatore ucraino
- 2006 - Viktória Chladoňová, ciclista su strada, ciclocrossista e mountain biker slovacca
- 2006 - Lara Colturi, sciatrice alpina italiana
- 2006 - Lovre Kulušić, calciatore croato
- 2007 - Jiří Panoš, calciatore ceco